# MY HEART DRAWS A DREAM
「MY HEART DRAWS A DREAM」是L'Arc〜en〜Ciel的第31張單曲。2007年8月29日發行。

## 簡介
L'Arc〜en〜Ciel的2007年第2彈單曲、5個月連續作品發行（單曲、專輯、DVD合計6作）的第1彈作品。
『普通盤』和『初回限定盤』的封面有些許差異。台灣有發行台壓版。

## 收錄曲
1. MY HEART DRAWS A DREAM / L'Arc〜en〜Ciel
2. Feeling Fine 2007 / P'UNK〜EN〜CIEL
9th原創專輯『SMILE』收錄曲「Feeling Fine」的翻唱曲。
3. MY HEART DRAWS A DREAM (hydeless version)
4. Feeling Fine 2007 (TETSU P'UNKless version)

## 收錄專輯
原創專輯
- 『KISS』

精選輯
- 『QUADRINITY 〜MEMBER'S BEST SELECTIONS〜』
- 『TWENITY 2000-2010』
- 『WORLD'S BEST SELECTION』

翻唱專輯
- 『P'UNK IS NOT DEAD』